# Route nationale 21c
La route nationale 21c (RN 21c o N 21c) è stata una strada nazionale francese che partiva da Pierrefitte-Nestalas e terminava a Pont d'Espagne passando per Cauterets, portando così dalla N21 nella valle del Gave du Marcadau. Nel 1972 venne completamente declassata a D920.